# Проповедник (роман)
Проповедник (швед. Predikanten) — остросюжетный психологический детективный роман шведской писательницы Камиллы Лэкберг, изданный в оригинале в 2004 году. Роман является вторым в серии книг о писательнице Эрике Фальк и инспекторе Патрике Хедстрёме: продолжение «Ледяной принцессы». На русский язык переведён издательством «Эксмо».

## Сюжет
После того как маленький ребёнок находит труп убитой женщины возле шведского поселения Фьельбаки, начинается цепь ужасных событий: прибывшая на место полиция находит два скелета под телом этой женщины. Считается, что находки — это останки двух молодых девушек Сив Лантин и Мона Тернблад. Улики указывают на семью Хальт: проповедника Гавриила, супруги Лианы, детей Линды и Якоба, а также отчуждённых племянников Гавриила Роберта и Стефана и их мать Сольвейг.
Когда пропадает другая молодая девушка, Патрик Хедстрём начинает расследование и поиск ответов на загадки, чтобы спасти ей жизнь.

## Проблематика
Как и во других своих работах Лекберг обращается к теме семьи и отношениях между родителями и детьми. Писательница рисует нам жестокую семью, где на протяжении трёх поколений жестоко обращались с женщинами. Повествование довольно запутанное, мрачное. Эрика Фальк теперь больше персонаж второго плана. На первое место выходит Патрик.
Помимо главной линии сюжета о расследовании убийства, вниманию читателя предлагаются персонажи и события связанные с обычной жизнью, здесь и проблема взаимоотношения двух сестер, взаимоотношения семей и родственников, отношения коллег на работе, пережитая травма утраты сына, рассказанная одним из коллег Патрика и т.д.